# Ludwig Karl Hartmann
Ludwig Karl Hartmann (* 7. Mai 1787 in Duderstadt; † 14. April 1871 in Glogau) war ein Königl. Preußischer Geheimer Justizrat und Kreisgerichtsdirektor zu Glogau, Ritter des Roten Adlerordens 1. Klasse.

## Leben
Ludwig Karl Hartmann entstammt einer Rechtsanwaltsfamilie aus Duderstadt. Er heiratete am 4. Oktober 1810 Luise Hofmann aus Duderstadt. Sie hatten 17 Kinder. Ein Sohn war Ludwig George Hartmann. Ludwig Karl Hartmann lebte in Duderstadt und in Glogau.

## Auszeichnungen
- Am 12. Mai 1857 verlieh ihm die Stadt Duderstadt aus Anlass seines 50-jährigen Amtsjubiläums am 18. August 1857 die Ehrenbürgerschaft. Er war außerdem Ehrenbürger der schlesischen Stadt Glogau.[2][3]